# Vallonia enniensis
Vallonia enniensis é uma espécie de gastrópode  da família Valloniidae.
Pode ser encontrada nos seguintes países: Austria, Bélgica, República Checa, França, Alemanha, Grécia, Hungria, Itália, Polónia, Roménia, Rússia, Eslováquia, Espanha, Suíça e Ucrânia.